# Eulophia macrobulbon
Eulophia macrobulbon là một loài thực vật có hoa trong họ Lan. Loài này được (E.C.Parish & Rchb.f.) Hook.f. mô tả khoa học đầu tiên năm 1890.